# Arniston

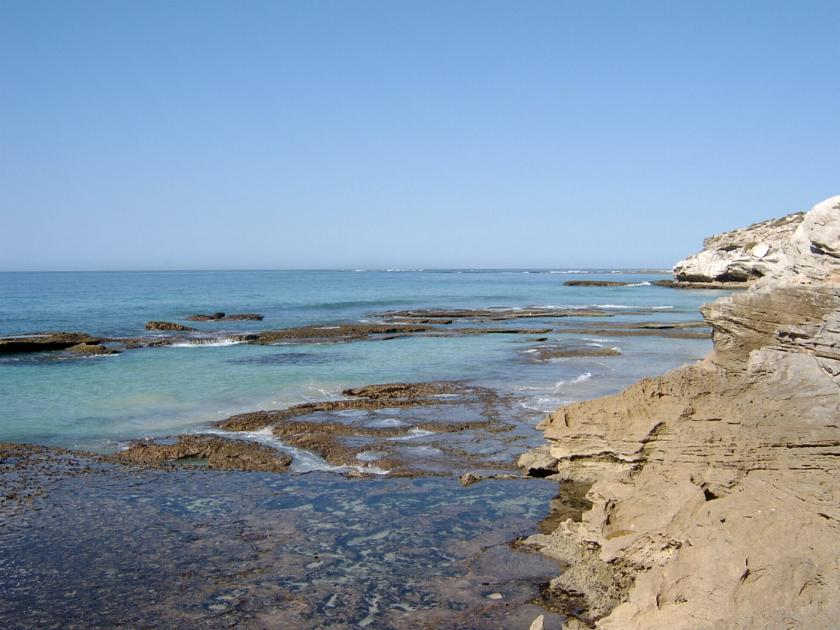
Costa perto de Arniston

Arniston é uma pequena povoação no Município do Cabo Meridional, Província do Cabo Ocidental, África do Sul, perto do Cabo das Agulhas, o ponto mais meridional de África. Fica a duas horas de viagem da Cidade do Cabo, e a localidade mais próxima é Bredasdorp, a 25 km.

## Primeiros habitantes
Crê-se que o povo Khoisan tenha vivido ao longo desta costa como caçadores-recolectores. Poucos vestígios sobram da sua passagem por aqui: apenas cascas de crustáceos e algumas pinturas e artefactos. O contacto com os Europeus provou ser fatal devido às epidemias de varicela e papeira (no Brasil, caxumba) trazidas por estes viajantes.

## Colonização europeia
O nome original da colónia estabelecida pelos Europeus era Waenhuiskrans, que em africânder significa "Falésia da casa da carroça", devido à existência de uma gruta suficientemente grande para guardar uma carroça.
Em 1815 um navio Britânico, o Arniston, naufragou na baía, sobrevivendo apenas 6 das 378 pessoas a bordo. Com o tempo, o nome do navio tornou-se sinónimo com a localidade, e hoje em dia são usados tanto o termo Arniston como Waenhuiskrans.
Não mais que uma comunidade piscatória a início, tornou-se actualmente um destino turístico de renome. A típica aldeia de pescadores, com as suas casas caiadas de telhados de colmo, permanece intacta e foi declarada Monumento Nacional na sua integridade. Os pescadores ainda levam barcos com a traça original para o mar, embora apenas para fins turísticos.

## Economia
Arniston vive do sector da pesca e do turismo cultural e ecológico, mercê da classificação do seu património construído e do bom estado de conservação da natureza ao redor. Os visitantes dedicam-se a
- Observação de aves, com cerca de 230 espécies na área
- Observação de baleias, sobretudo durante a época de acasalamento, em Setembro e Outubro
- Passeios a locais pitorescos próximos, como Struisbaai, Bredasdorp, Agulhas e o seu cabo, Swellendam, Napier e Elim
- Passeios pela natureza na Reserva Natural de De Hoop, bastante próxima, que está incluída no sítio Património Mundial Áreas Protegidas da Região Floral do Cabo.